# Meteorologia popular

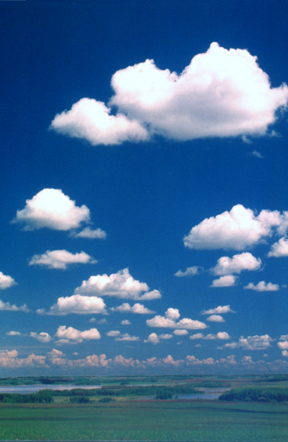
Cumulus humilis que fan preveure un dia sense pluja.

Meteorologia popular és el corpus d'elements del folklore que es relacionen amb la predicció del temps meteorològic. Es troba sobretot en forma de refranys.
Des de sempre l'home ha desitjat poder preveure el temps que farà, ja que en les societats primitives hi havia una gran dependència del temps meteorològic; la cacera, la pesca o la recol·lecció i, per tant, la supervivència podien ser afavorides o malaguanyades per les condicions meteorològiques. Amb l'aparició de l'agricultura aquesta dependència es feu encara més visible. Era per tant vital, en una època en què no existia la predicció meteorològica científica, per a agricultors, pastors, comerciants, etc., poder preveure el temps, tant a curt com a llarg termini. Abans de la invenció dels aparells moderns (baròmetres, higròmetres), les condicions de pressió atmosfèrica, humitat, etc., es podien observar en la natura i en la vida quotidiana i fer prediccions a partir d'aquesta observació. La tradició oral ha transmès un gran nombre de rimes, anècdotes i refranys que pretenen predir el temps que farà en el dia o dies propers.

## Prediccions populars i base científica

### Àrees on són aplicables els coneixements de la meteorologia popular

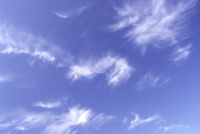
Cirrus que poden indicar un canvi de temps

El primer que cal tenir en compte és que la majoria d'aquests elements de la nostra cultura popular es refereixen a latituds mitjanes (entre 30-60° nord i sud). En zones on el temps meteorològic és uniforme (p. ex. en el desert del Sàhara) o on no hi ha variació perceptible en la duració del dia i de la nit, lògicament no s'hauran generat elements folklòrics sobre aquest tema. Cal tenir en compte, a més, que les previsions fetes a l'hemisferi nord poden veure's invertides en la realitat de l'hemisferi sud.

### Meteorologia, clima i curs de l'any
Cal distingir també els refranys climàtics dels meteorològics; el temps meteorològic es refereix a les circumstàncies meteorològiques d'un moment (o període breu) i lloc determinats, i el clima d'una zona és permanent, estable al llarg dels anys o segles. Així els refranys climàtics és molt possible que es compleixin, per exemple un refrany que predigui fred per Sant Antoni Abat (17 de gener); de totes maneres, no es pot saber si el dia de Sant Antoni d'un any en concret serà més o menys fred que el dia anterior o l'endemà, o bé si fins i tot un any pot fer relativament calor aquell dia. També el tipus de refrany que narra l'allargament o escurçament de la durada del dia (refranys astrològics) és de compliment assegurat (p. ex. la sèrie de Santa Llúcia, un pas de puça o el tipus Per Sant Miquel, el berenar se'n puja al cel i, per sant Macià, torna a baixar).
Pel que fa als refranys de tipus meteorològic, alguns tenen base científica i, altres, no. A més, la meteorologia científica ha constatat que les prediccions fiables són fins a tres dies, de tres a set dies ja són més aviat indicatives, i a més de 10 dies perden gairebé tota la fiabilitat; per tant, els refranys que preveuen un temps meteorològic en terminis de quaranta dies, de mesos, o fins i tot d'anys, no tenen més probabilitats de realitzar-se que les del pur atzar.

## Refranys meteorològics
Hi ha una sèrie de refranys que preveuen el temps en funció dels meteors que s'observen en un moment donat: el cel d'un determinat color, els núvols amb una determinada forma o posició, etc.

### Cel rogent al vespre i al matí

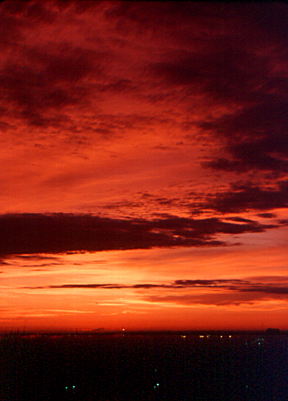
El cel rogent al vespre probablement prediu un dia sec l'endemà

Una de les creences més esteses és amb el cel rogent que al matí prediria pluja i, al vespre, un dia sec l'endemà. No és clara la base científica d'aquesta predicció, ja que hi poden intervenir molts factors.
En català:
Cel rogent al dematí, la pluja ja és aquí; 
cel rogent a la vesprada, la pluja se n'és anada.
En italià:
Rosso di sera, bel tempo si spera,
rosso di mattina mal tempo si avvicina.
En francès:
Rouge le soir, bel espoir,
Rouge le matin, de la pluie en chemin.
I en les llengües germàniques. En anglès:
Red sky at night, sailor's delight.
Red sky in the morning, sailor's warning.
A Dinamarca, amb el sentit “Rogent al matí, dona dies molls, rogent al vespre, dona dies dolços”.
Morgenrøde gir dage bløde.
Kveldsrøde gir dage søde.
En neerlandès:
Avondrood, morgen mooi weer aan boord,
Ochtendrood, vanavond water in de sloot.

### Cel a bassetes o cabretes

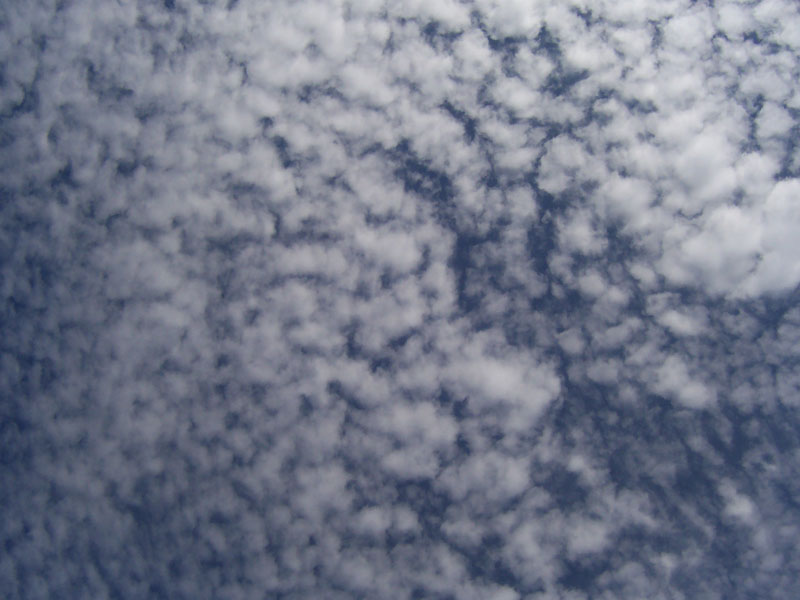
Cel a bassetes, altocúmuls

Hi ha molts refranys en moltes llengües que veuen en el "cel a bassetes" (a borreguets, a cabassets, cast. cielo aborregado, cielo enladrillado, fr. ciel pommelé = "amb pomes", it. cielo a peccorelle = "amb ovelletes") un anunci de pluja. Es tracta dels cirrocúmuls i altocúmuls arrodonits i blancs que poden anunciar pluja. De totes maneres, això no sempre és així i el termini de temps que anuncien els refranys no té per què ser cert.
En català, n'hi ha molts amb moltes variants:
Al cel cabretes,
a la terra bassetes.
Cel a cabassets,
aigua a canterets.
Cel a bassetes,
aigua a galledetes.
En castellà:
Cielo enladrillado,
a los tres días suelo mojado.
Cielo aborregado,
antes de tres días bañado.
En italià:
Cielo a pecorelle
acqua a catinelle (cel a ovelletes, aigua a cantirets).
En francès:
Ciel pommelé et femme fardée
ne sont pas de longue durée (cel amb pomes i dona pintada no són de llarga durada).

### Halo a la lluna o al sol

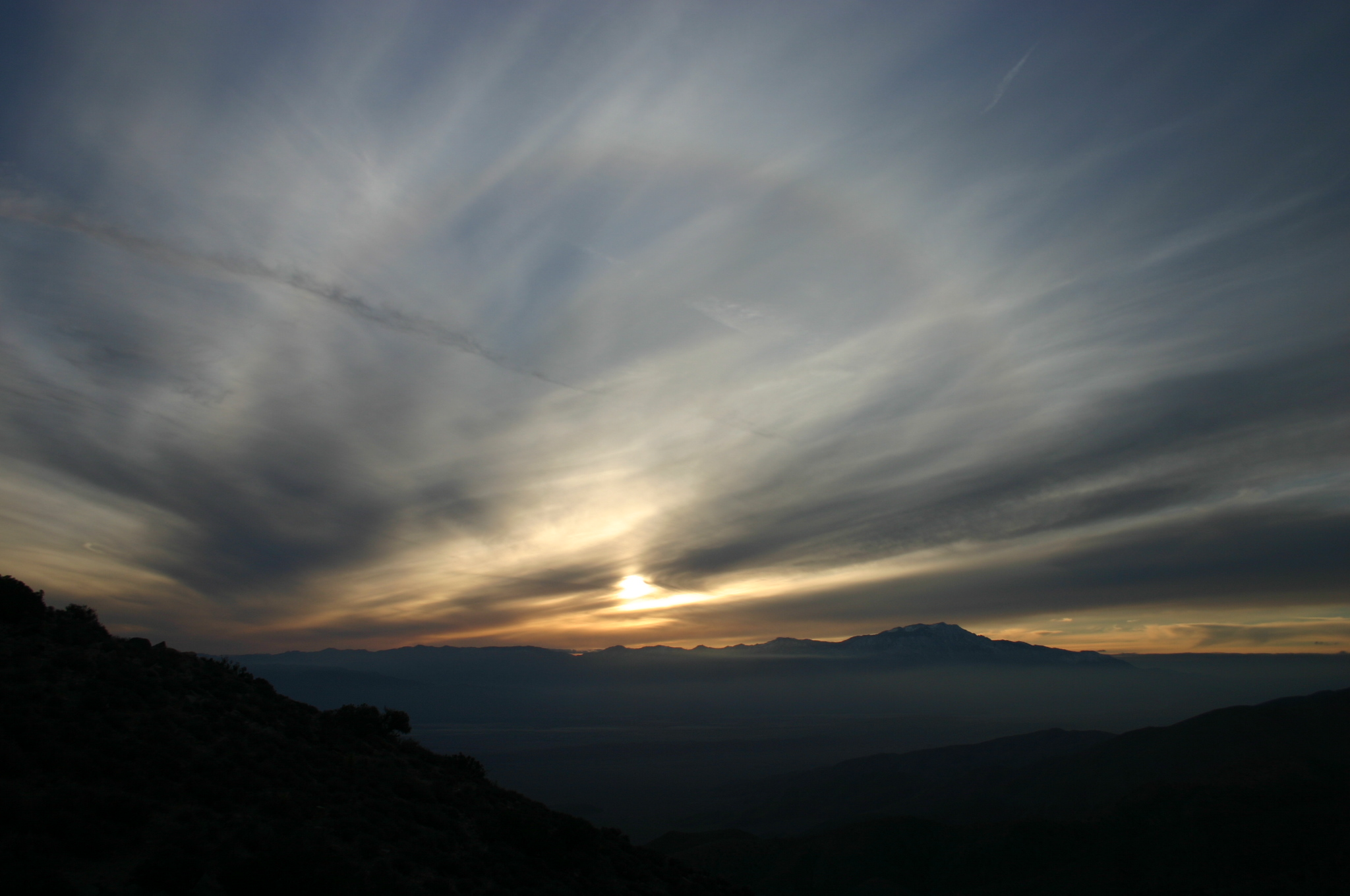
Halo del sol a la posta

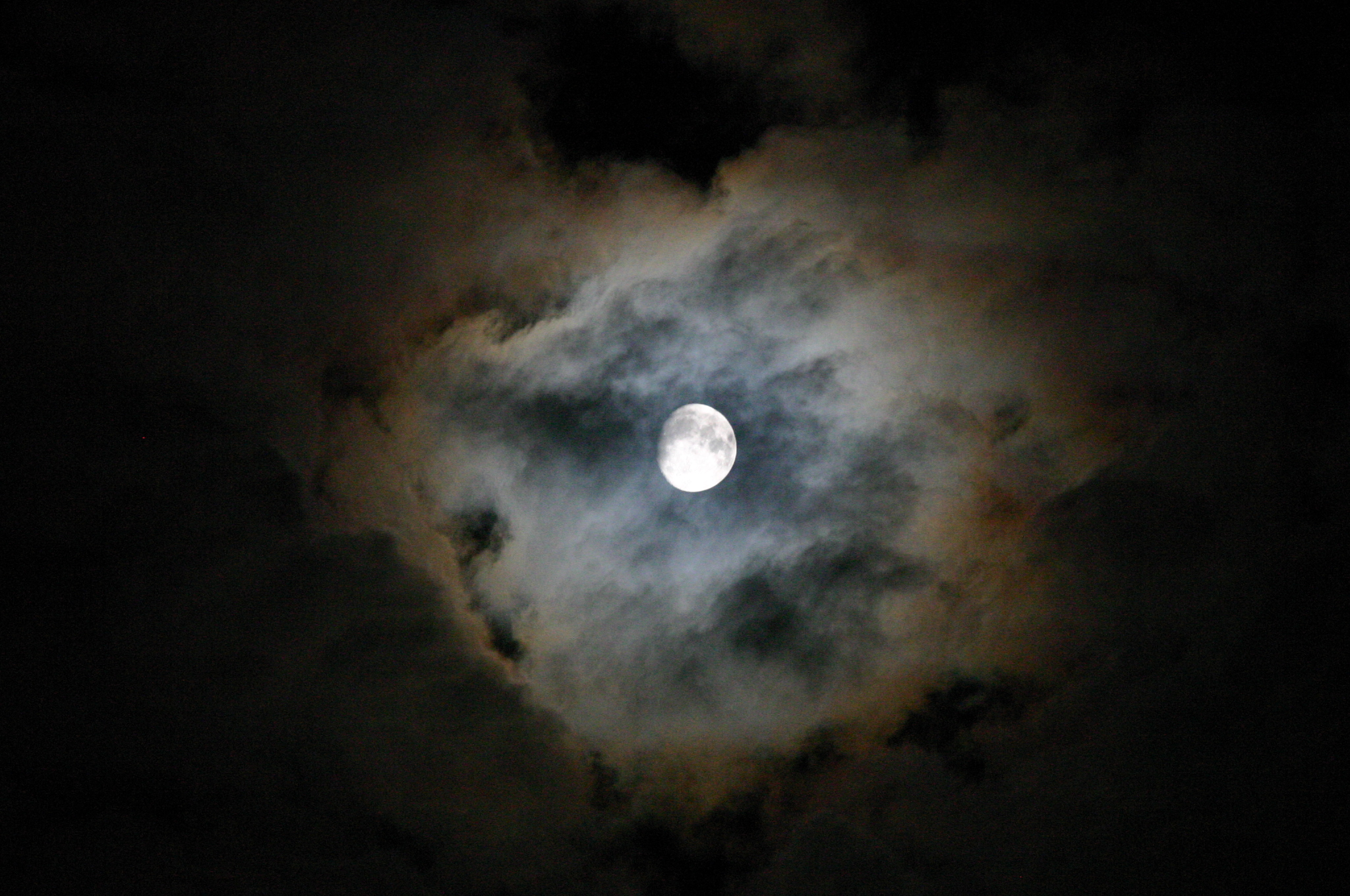
Corona lunar

En diverses llengües s'associa la presència d'un halo al sol o a la lluna amb una predicció de pluja. De fet, els halos es veuen per efecte dels cristalls de gel en els cirroestrats i aquests núvols, efectivament, indiquen pluja.
La distinció que fan alguns refranys hispànics entre l'halo del sol i de la lluna amb prediccions contràries no sembla tenir base científica.
En castella:
Cerco de sol, moja pastor;
cerco de luna, pastor enjuga.
En català:
Quan la lluna fa rogle, de cent en plou una,
i quan hi ha rogle de sol, de cent, noranta-nou.
En gallec:
O circo do sol molla o pastor,
o da lúa ou molla ou enxuga.
En anglès:
When halo rings the moon or sun,
rain's approaching on the run (quan l'halo encercla la lluna o el sol, la pluja ve corrents).

Una altra sèrie de refranys fa prediccions a partir no dels meteors sinó del comportament dels animals, de les circumstàncies físiques de l'entorn, etc.

### Prediccions meteorològiques a partir del comportament de les aus
Les gavines i altres ocells marins prefereixen volar i no ser a terra i fins i tot dormen al mar. Quan hi ha vents turbulents i l'aigua està agitada, es refugien a terra. Per això, veure les gavines a terra és percebut com un signe de mal temps.
En català:
Si al giner la gavina va per l'horta,
fes foc i tanca la porta.
En anglès:
Seagull, seagull sit on the sand;
It's never good weather when you're on land (gavina, gavina asseguda a la terra, mai significa bon temps si estàs a terra).
És coneguda la variació en l'alçada del vol de les orenetes i altres aus insectívores en funció de l'alçada on troben mosques o altres insectes voladors. Les baixes pressions fan que aquests insectes estiguin més arran de terra, i, en conseqüència, el vol d'aquestes aus també és arran de terra.
Així, en els refranys catalans:
Oreneta que vola per terra
porta tempesta
O a la inversa:
Oreneta que alt vola
no tem que ploga.

### Prediccions a partir del comportament dels gats
No tots els refranys que prediuen el temps a partir del comportament dels animals tenen una explicació científica. Tanmateix, alguns la poden tenir. Els gats rentant-se la cara o les orelles com a predictors de pluja es poden explicar per l'alteració dels camps elèctrics quan s'apropa una tempesta. L'electricitat estàtica o el canvi de pressió pot provocar-los molèsties als bigotis o orelles i es poden passar les potes per mirar de desfer-se d'aquesta incomoditat.
En castellà:
Cuando el gato mucho se lava,
cerca está el agua.
En francès:
Quand le chat se frotte l'oreille,
C'est la grande pluie qui se réveille.

### Indicadors d'humitat
En italià:
Sale umido è segno di pioggia (sal humida és signe de pluja).
En anglès:
When windows won't open, and the salt clogs the shaker,
The weather will favour the umbrella maker! (quan les finestres no es volen obrir i la sal fa terrossos al saler, el temps somriurà al fabricant de paraigües).
La humitat en l'atmosfera fa que diversos materials, com la sal, l'absorbeixin. Així, la sal humitejada o la inflor de la fusta, que fa que les finestres costin d'obrir, són un indici d'humitat a l'aire i, per tant, de més possibilitat de pluja.

### Transmissió del so
El so viatja de manera diferent segons les condicions de l'aire. Quan l'aire és humit, el so es transmet millor; de totes maneres, hi poden intervenir altres factors com la temperatura de l'aire. De totes maneres, hi ha una sèrie de refranys que indiquen que sentir un so que habitualment no se sent és signe de pluja o mal temps.
En català:
Si se senten les campanes de l'Albi al migdia, pluja.
En benasquès:
Quan se sienten las campanas de Serllé,
plucha al derré.
En anglès:
When sounds travel far and wide,
A stormy day will betide (quan el so viatja lluny, anuncia un dia tempestuós).

### Dolors articulars i altres
Els canvis en la pressió atmosfèrica, la humitat o la temperatura poden afectar el sistema circulatori i altres sistemes del cos humà. Un percentatge de la població percep aquestes alteracions i pot predir certs canvis de temps.
En italià:
Callo che duole
pioggia vicina (ull de poll que fa mal, pluja veïna).
En anglès:
A coming storm your shooting corns presage,
And aches will throb, your hollow tooth will rage.

## Refranys meteorològics sense base científica
Les prediccions tradicionals poden tenir una base científica, però també poden no tenir cap fonament. Com s'ha indicat, hi ha també el factor del termini de la predicció; les prediccions científiques actuals són fiables a tres dies i perden fiabilitat a partir d'aquest termini. Més enllà de deu dies pràcticament no es poden fer previsions. Així, les prediccions que fan els refranys per tot l'any, per mesos, per quaranta dies, etc. difícilment tindran eficàcia.

### Dies associats a prediccions
Hi ha certs dies amb un simbolisme especial als quals els parlants atribueixen la peculiaritat de predir el temps que farà segons el temps que faci aquell dia (per exemple, el dia de la Candelera). Evidentment no té per què ser més significatiu de cara a la predicció meteorològica el temps que faci un dia determinat i no pas un altre dia; a més, sovint aquestes prediccions són tan a llarg termini que no tenen validesa científica.

### El dia de la Candelera i les marmotes (i altres animals)
És molt conegut el refrany català, amb moltes variants, que prediu el temps que farà la resta de l'hivern en funció del temps que fa el dia de la Candelera:
Si la Candelera plora,
el fred és fora;
si la Candelera riu,
el fred és viu.
O en italià:
Per la santa Candelora
se nevica o se plora dell'inverno siamo fora.
En altres zones existeix la mateixa creença però amb la presència d'un animal hibernant (os o marmota) que, si surt del cau i veu la seva ombra (per tant, si fa sol; l'equivalent a "si la Candelera riu"), se'n torna a dormir perquè continuarà el fred; però, si no es veu l'ombra (perquè no fa sol; l'equivalent de "la Candelera plora"), deixa definitivament la hibernació perquè ja farà calor.
Per exemple, en aranès:
Eth solei dera Candelèra
quaranta dies er os ena tutèra.
O en francès:
Quand à la Chandeleur le soleil luiserne,
L'ours rentre dans sa caverne.
Sembla que en altres països es parla de la marmota com a animal que surt a veure quin temps fa i, segons el temps, continua hibernant o no. És el que s'ha popularitzat, sobretot a partir dels Estats Units, com a Dia de la marmota.
If on February 2 the groundhog sees its shadow, thirty days of winter remain. If not, spring will follow immediately.

### Altres dies amb prediccions
En cada cultura hi ha altres dies que es consideren significatius en la predicció del temps. Així, en francès i en occità s'atribueix un caràcter predictiu a la pluja del dia de sant Medard (que farà ploure durant quaranta dies més): occità Quand plòu pèr sant Medard, Plòu quaranto jour plus tard. En la zona italiana també es fa aquesta predicció per santa Bibiana: Se piove per Santa Bibiana, piove quaranta dì e una settimana. Aquest tipus de prediccions amb aquestes dates o altres (p. ex. Si plou per sant Pere Regalat, que plou quaranta dies és provat) no tenen base científica.

### Tempestes i tronades de març o altres mesos
Hi ha prediccions basades en les tronades d'un dia o d'un període determinat que tampoc tenen base científica. En altres casos, com en el refrany anglès i també alguns catalans, on la tronada es considera un auguri per la collita (també associada al temps que fa); de totes maneres aquestes prediccions o auguris fins i tot sovint es troben en refranys que es contradiuen l'un a l'altre.
En català:
Si trona entre la Mare de Déu de la Candelera i la de març,
hi ha quaranta dies més d'hivern (la verge de març és l'Anunciació, 25 de març)
Si trona per la Mare de Déu de març, la primavera és freda
Amb auguris sobre la collita:
Si l'abril trona, l'anyada és bona
Si pel novembre trona, la collita serà bona
En anglès:
When March blows its horn,
your barn will be filled with hay and corn (quan març toca el seu corn (= trons) el teu graner serà ple de fenc i blat de moro).

### Les pells de la ceba
En diverses llengües hi ha la creença que, si les cebes tenen la pell més gruixuda, l'hivern serà fred. Però no sembla haver-hi cap base científica per a aquesta creença.
En anglès:
Onion skins very thin
Mild winter coming in;
Onion skins thick and tough
Coming winter cold and rough.
En francès:
Quand les oignons ont trois pelures;
Grande froidure

## Refranys climàtics
Són aquells refranys que es refereixen a les circumstàncies del clima d'una zona determinada. Per tant, tenen una bona probabilitat que la predicció que formulen es compleixi, ja que es tracta del clima d'aquell lloc i gairebé es tracta més aviat de refranys descriptius que no pas predictius.
Per exemple, en català:
Per Sant Antoni gelades,
i per Sant Llorenç, calorades.
Ja que sant Antoni se celebra el 17 de gener i sant Llorenç el 10 d'agost, és ben probable que geli o faci calor, respectivament, en aquestes dates.
Hi ha el tipus de refranys, que podem anomenar preventius, que donen consells:
A Tots Sants,
capes i mocadors grans.
O bé:
A l'abril,
no et llevis un fil.

### Estiuet de Sant Martí i sants de glaç
La meteorologia popular considera que vers Sant Martí (11 de novembre) hi pot haver un període de relativa calor; és el que s'anomena estiuet de Sant Martí. La meteorologia popular el considera un període curt.
Així en italià:
L'estate di San Martino
dura tre giorni e un pochinino,
L'estate di San Martino,
dura dalla sera al mattino.
O en francès:
Été de la Saint-Martin
Dure trois jours et un brin.
També en català:
L'estiuet de Sant Martí
dura tres jorns i un dematí.
En certes zones, sobretot de parla francesa, es considera paral·lelament que pel maig poden haver-hi uns dies inusualment freds: són els anomenats sants de glaç o de gel, és a dir Sant Mamert, Pancraç i Servaci, celebrats respectivament l'11, 12 i 13 de maig.
En català existeix el refrany:
De l'estiuet de Sant Martí a l'hivern de Sant Mamet, mig any complet
I en francès:
Au printemps ramènent l'hiver
Pancrace, Servais, Mamert,
Saints Mamert, Pancrace et Servais sont toujours vrais saints de glace.
També en italià, amb un altre sant:
San Pancrazio, San Servazio, San Bonifazio, inverno dei cavalieri.
Més propis de la Mediterrània, on el temps càlid s'avança respecte del nord d'Europa, són els cavallers del fred: sant Jordi (23 d'abril), sant Marc (25 d'abril) i la Santa Creu (3 de maig) o encara sant Eutropi (30 d'abril).
Entre Sant Jordi i Sant Marc,
un dia d'hivern hi cap.

## Refranys astronòmics o del calendari
Hi ha una sèrie de refranys que es refereixen al moviment dels astres al llarg de l'any; són els que es produeixen a l'entorn de la llargada del dia i a l'abast del sol. És molt coneguda en l'àmbit català la sèrie de Santa Llúcia, que s'allarga més o menys i coneix múltiples variants. Santa Llúcia se celebra el 13 de desembre però abans de la reforma gregoriana corresponia al solstici d'hivern. Es tracta, per tant, de refranys antics.
Per Santa Llúcia, un pas de puça,
Per Nadal un pas de pardal,
Per Sant Esteve, un pas de llebre
Per Any Nou, un pas de bou,
Per Sant Antoni, un pas de dimoni.
Un altre refrany que té relació amb la durada del dia, és aquest:
Per Sant Miquel, el berenar se'n puja al cel
i, per sant Macià, torna a baixar.
El dia és més curt a partir de sant Miquel (29 de setembre), cosa que fa escurçar el temps del treball en el camp i, per tant, fa innecessari proveir de berenar als qui hi treballen. I, a la inversa, per Sant Macià (24 de febrer).
Altres refranys tenen relació amb l'abast del sol:
Per sant Vicenç, el sol toca pels torrents (22 de gener).
Per la Candelera, mal és l'obac que el sol no hi bat (2 de febrer).
Per sant Maties, entra el sol per les ombries (4 de febrer).
Aquests tres refranys es refereixen a l'abast del sol, que, amb l'allargament del dia, arriba a llocs on no ha arribat anteriorment des del solstici.